# آقای باند
آقای باند (به هندی: Mr. Bond) فیلمی محصول سال ۱۹۹۲ و به کارگردانی راج ان. سیپی است. در این فیلم بازیگرانی همچون آکشی کومار، شبا آکاشدپ، پانکاج دهر ایفای نقش کرده‌اند.

## داستان
آقای باند کارآگاه متعهد پلیس است که در ارتباط با خانمها تبحر زیادی دارد.آقای باند یک افسر پلیس فداکار از پلیس بمبئی است. او به ماموریتی برای نجات کودکان قربانی قاچاق کودکان منصوب شده است. آن کودکان خردسال توسط دان دراگون، تبهکار دنیای زیرزمینی، ربوده و به عنوان گروگان نگهداری می‌شدند.

## بازیگران
- آکشی کومار در نقش آقای باند
- پانکاج دهیر در نقش دراگون و داگا
- دالی مینهاش در نقش سوشما
- شبا آکاشدپ در نقش سونیتا
- ساتی گانگولی در نقش جولی
- روچیکا پاندی در نقش نیلم
- مانجیت کولار در نقش رشما
- باب کریستو در نقش باب